# Pfarrkirche Konradsreuth

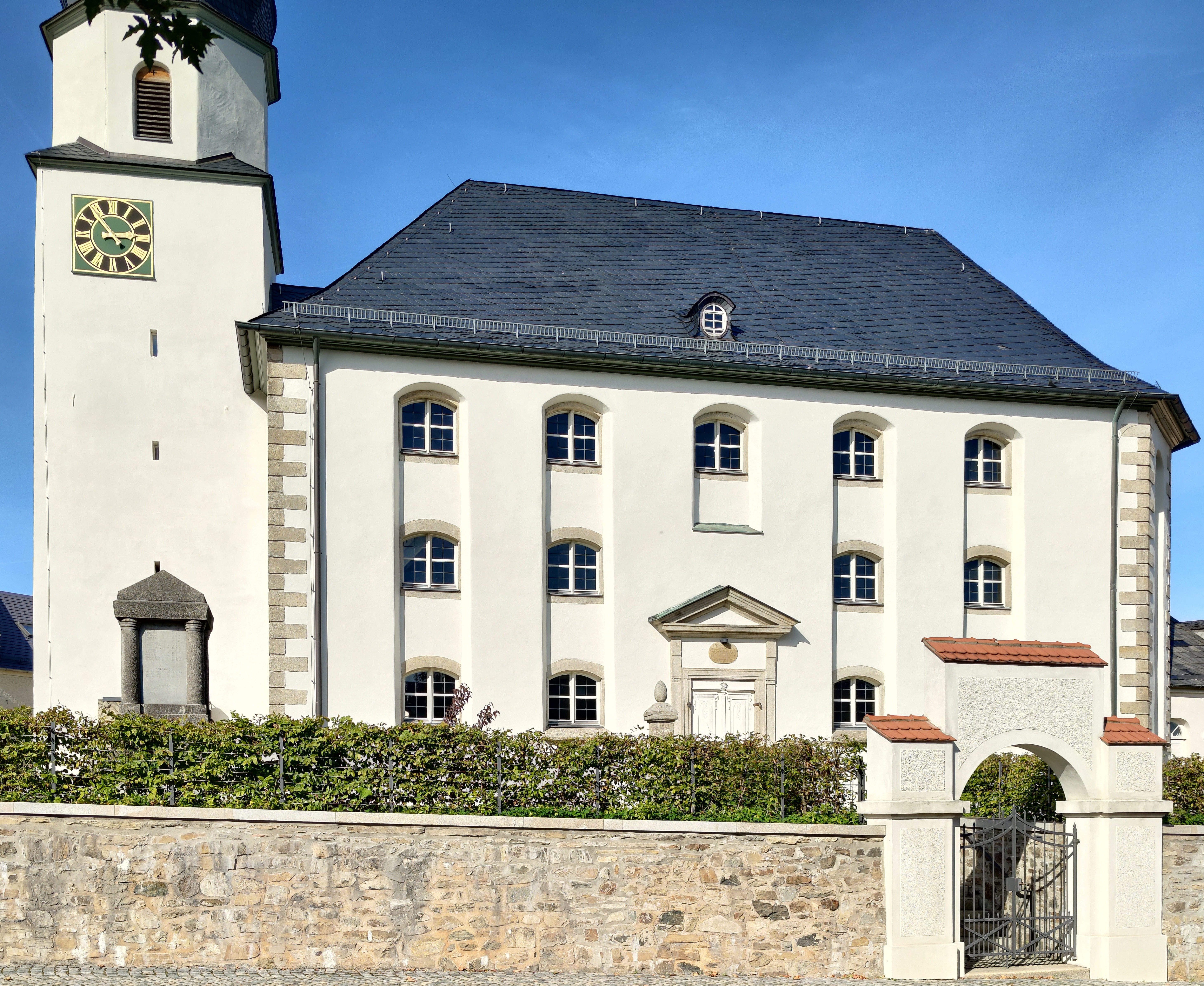
Pfarrkirche Konradsreuth

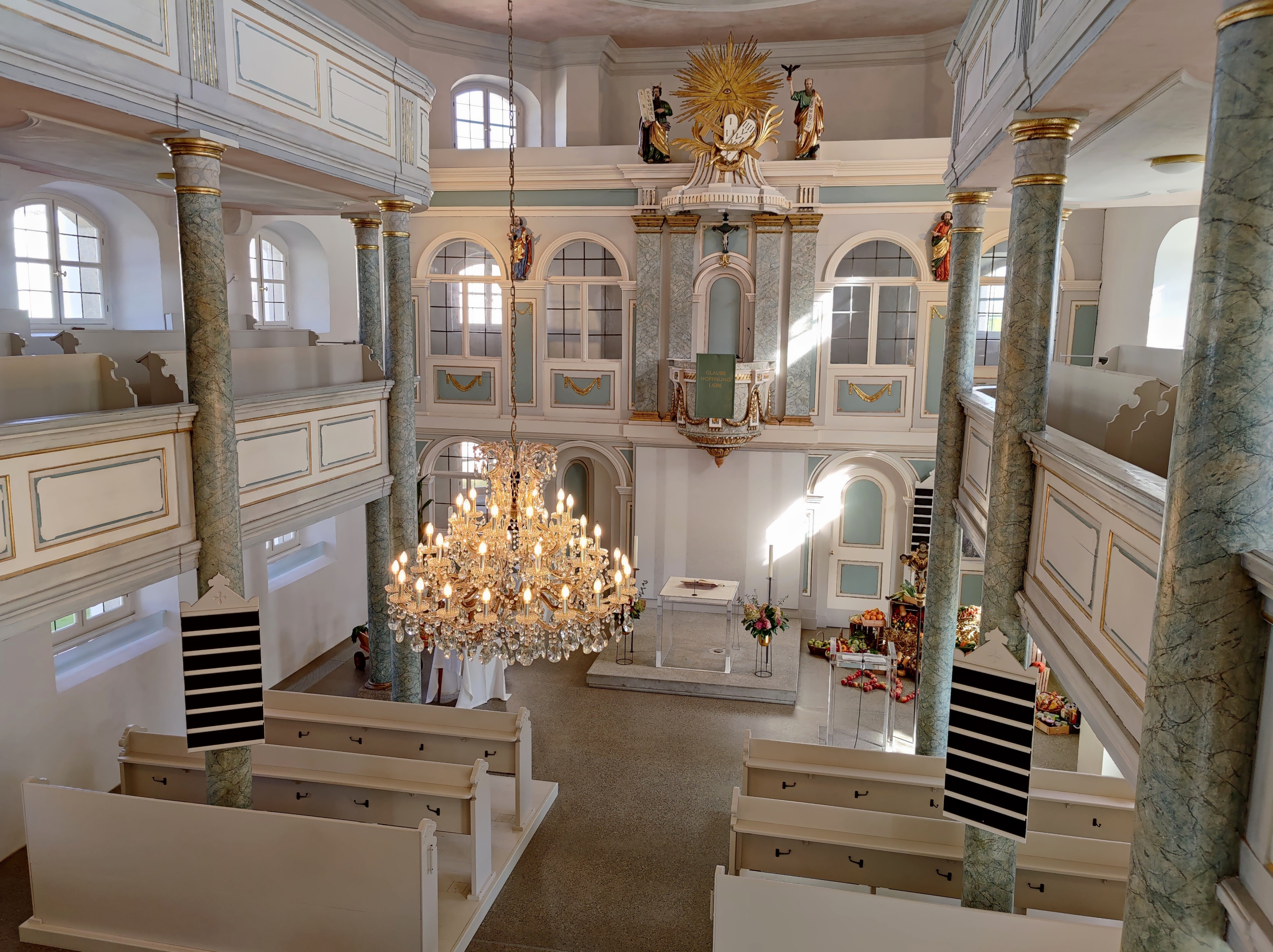
Innenraum (2021)

Die Pfarrkirche Konradsreuth ist eine evangelisch-lutherische Pfarrkirche im oberfränkischen Konradsreuth.
Die Kirche geht zurück auf eine Kapelle, die erstmals 1449 nachweisbar ist und zur Pfarrei St. Lorenz in Hof gehörte. Das heutige Aussehen der Kirche bestimmte der Bayreuther Hofarchitekt Karl Christian Riedel Ende des 18. Jahrhunderts. Der Turm vom Ende des 17. Jahrhunderts ist erhalten geblieben, das anschließende Langhaus wurde als Saalkirche im Markgrafenstil mit einer dreigeschossigen Fenstergliederung errichtet. Der Kirchhof ist vollständig ummauert. Zu den Besonderheiten des Inventars zählen der Kanzelaltar und der Taufengel; Taufengel und Vortragekreuz stammen vom Hofer Kunsthandwerker Johann Nikolaus Knoll. Eine Gesamtsanierung der Kirche erfolgte 2013–2016, dabei entstand auch ein zeitgenössisches Altar-Ensemble.

## Orgel
Von der ursprünglichen Orgel von Georg Ernst Wiegleb II. aus dem Jahr 1799 ist nur der Prospekt erhalten. Das gegenwärtige Werk von 1890 stammt von Steinmeyer. Das Instrument verfügt über 16 Register, die auf zwei Manuale und Pedal verteilt sind. Die Disposition lautet wie folgt:
| I Manual C–f3 |       |
| Bourdon       | 16′   |
| Principal     | 8′    |
| Gedeckt       | 8′    |
| Gamba         | 8′    |
| Octave        | 4′    |
| Flöte         | 4′    |
| Mixtur III    | 2 ⁄3′ |

| II Manual C–f3   |    |
| Geigenprincipal  | 8′ |
| Lieblich Gedeckt | 8′ |
| Salicional       | 8′ |
| Aeoline          | 8′ |
| Vox Coelestis    | 8′ |
| Fugara           | 4′ |

| Pedal C–d1 |     |
| Subbass    | 16′ |
| Octavbaß   | 8′  |
| Cello      | 8′  |

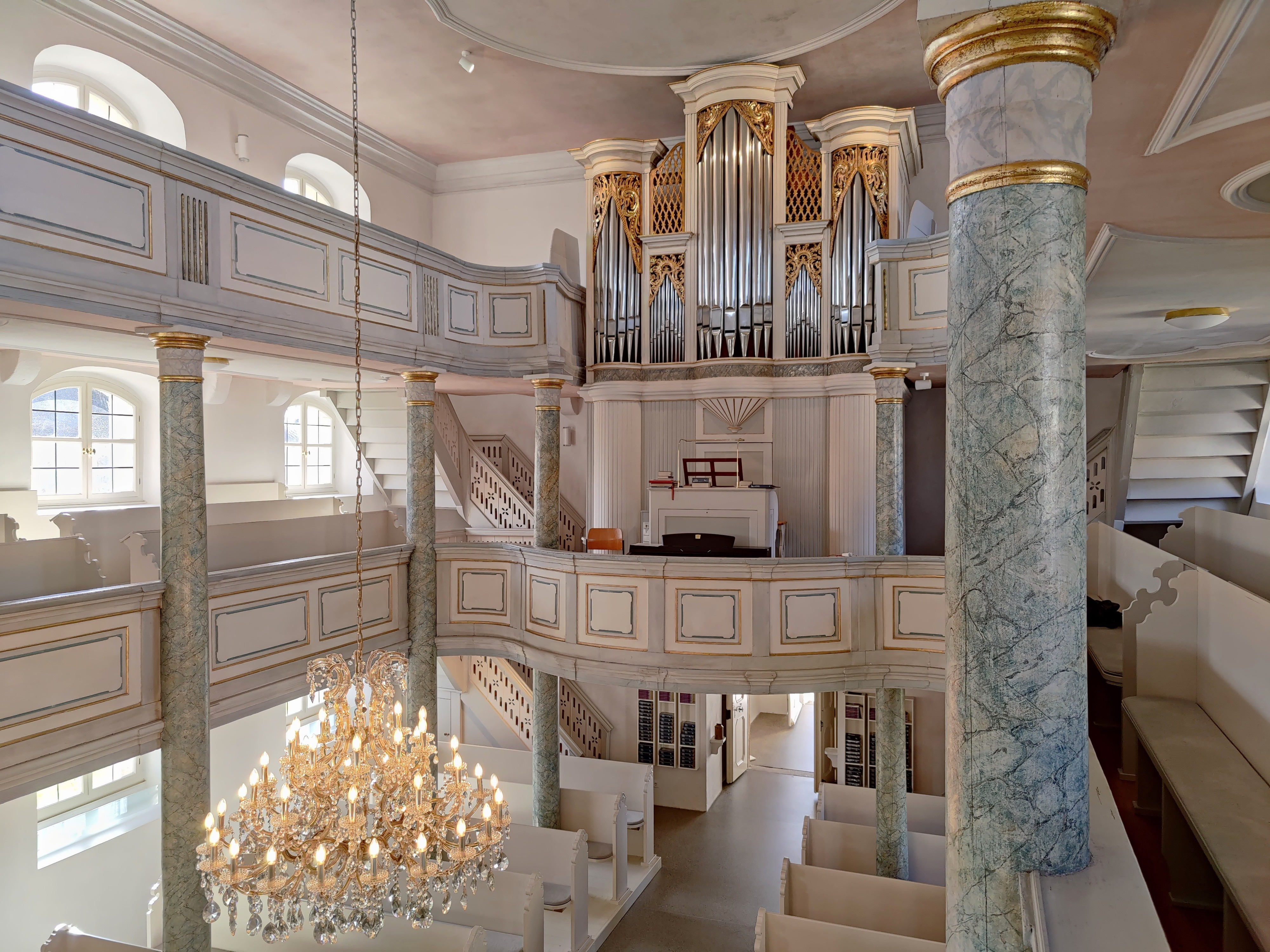
Blick zur Orgel
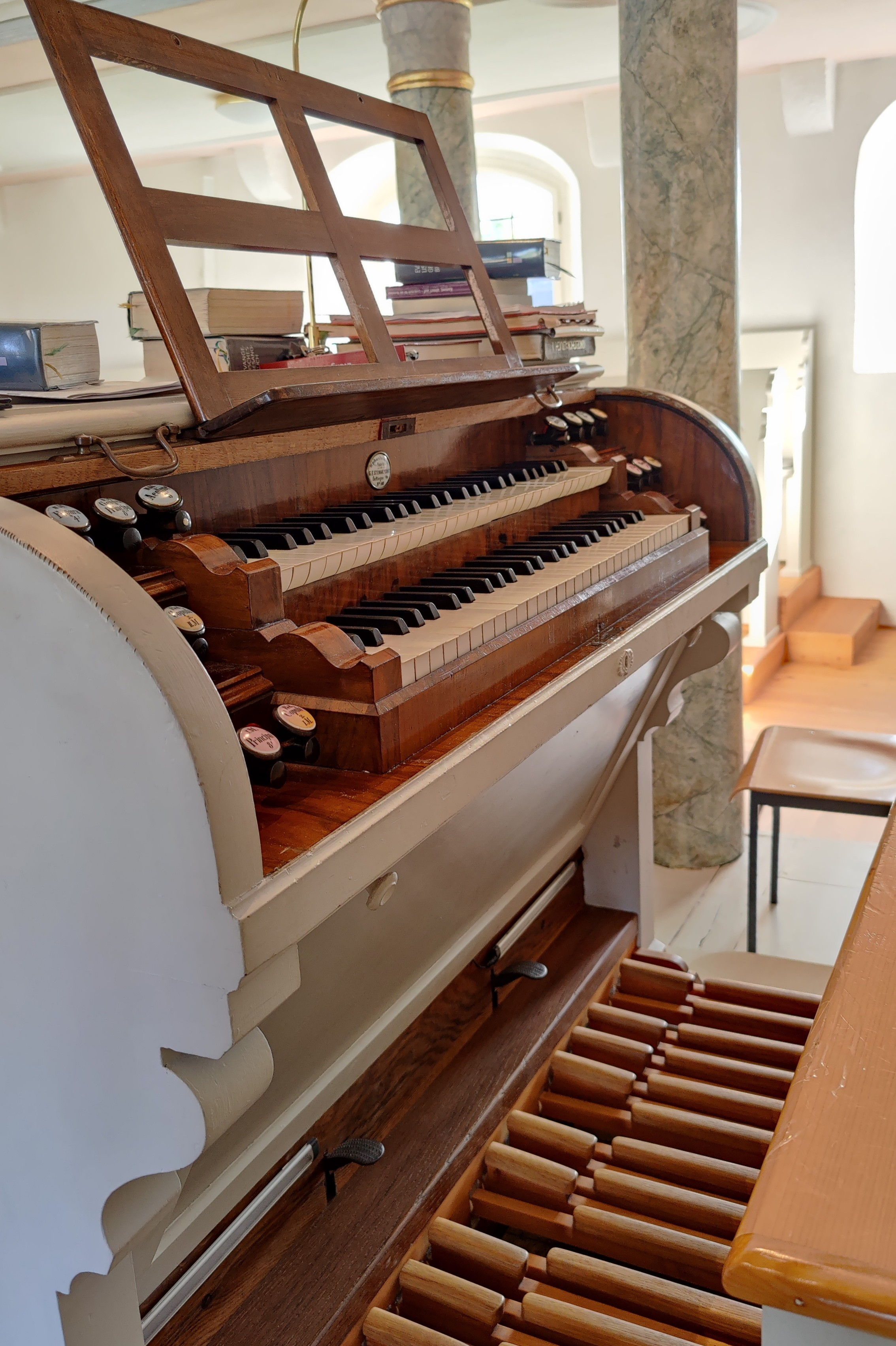
Spieltisch der Orgel
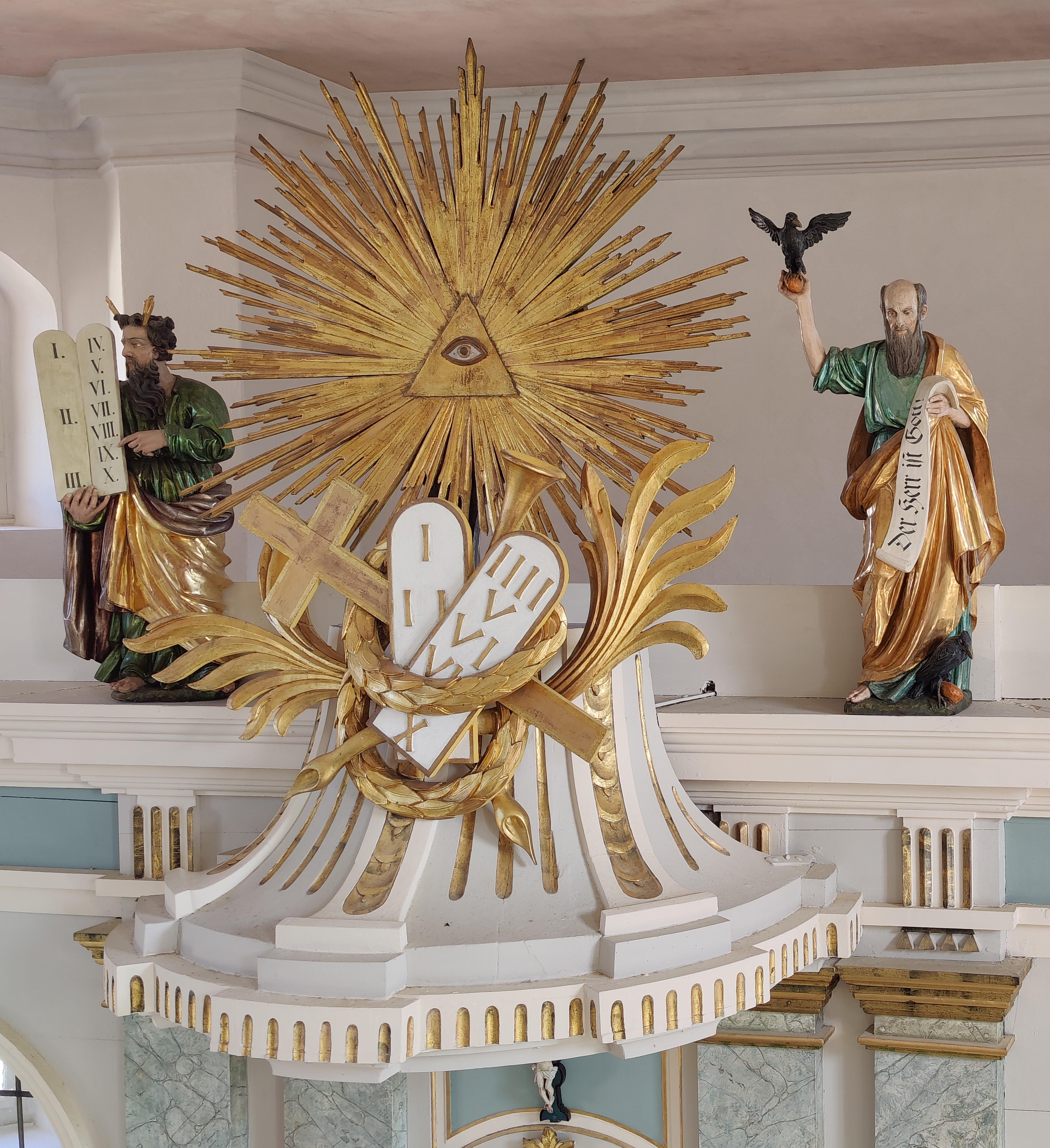
Detail Kanzelaltar
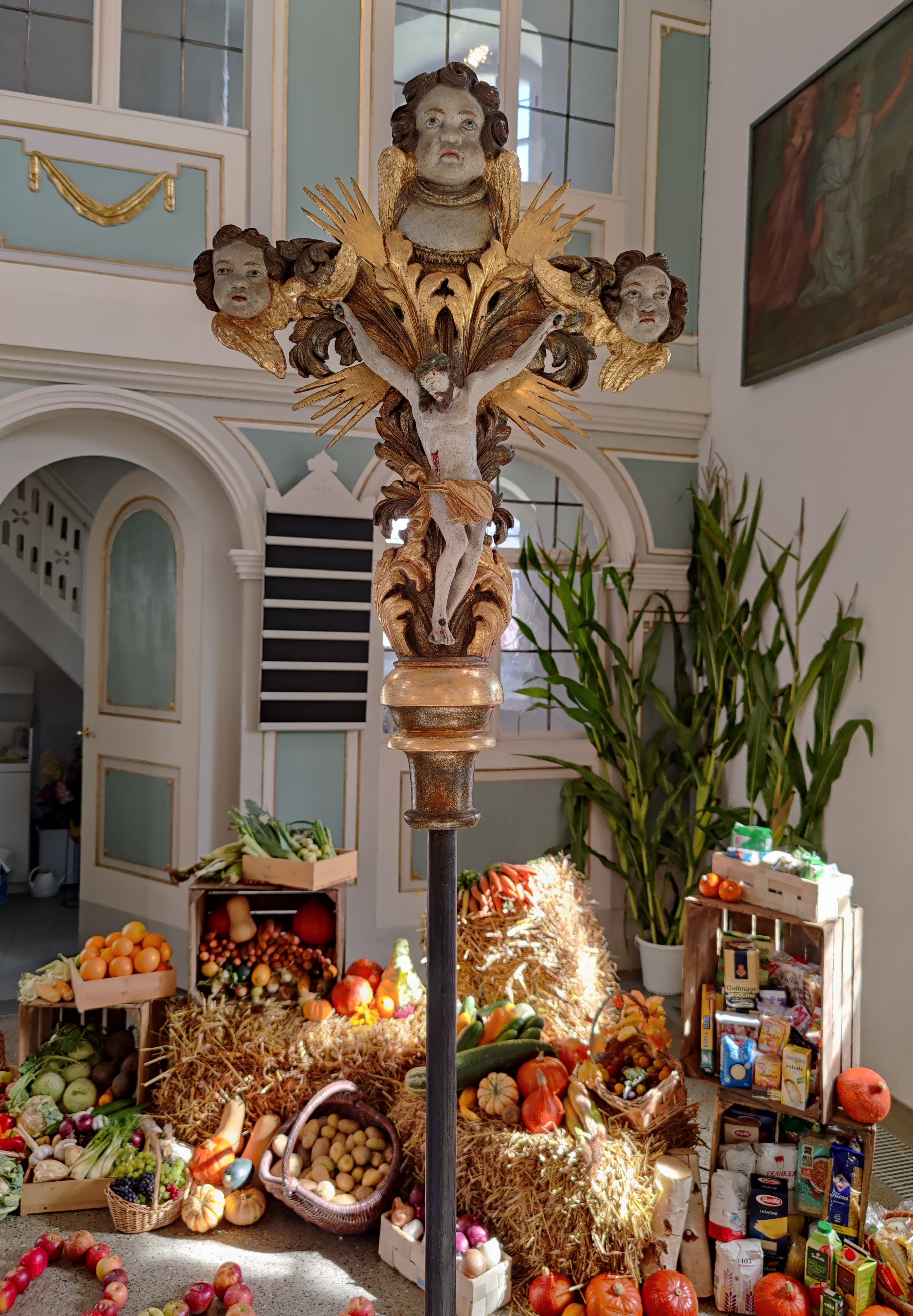
Vortragekreuz
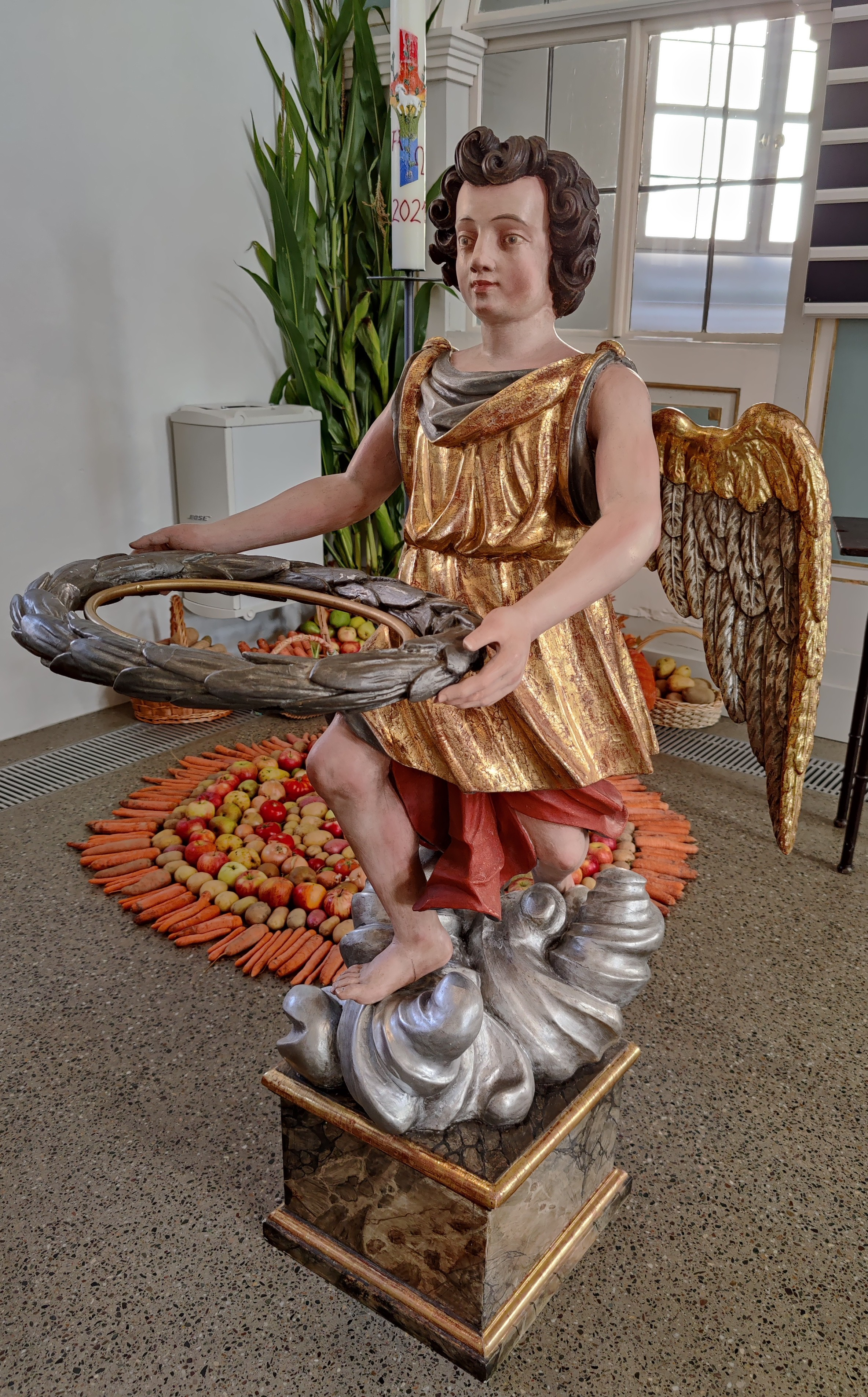
Taufengel